# Odeion van Perikles
Het Odeion van Perikles was een odeion (een overdekt gebouw voor zang- en muziekvoorstellingen) in het oude Athene. Het lag aan de zuidoostelijke helling van de Akropolis naast het Dionysustheater, waar het met zijn noordwesthoek min of meer in stak. Het was het grootste gebouw in het Athene van Perikles en was het eerste overdekte theatergebouw in de klassieke oudheid.

## Het gebouw
Volgens Plutarchus (Leven van Perikles, 13,5) liet de Atheense leider Perikles het Odeion bouwen als een replica van het paviljoen van de Perzische koning Xerxes ‘met binnenin veel zetels en veel zuilen en met een dak dat rondom steil opliep naar één punt.’ De Grieken hadden dit paviljoen buitgemaakt in de Tweede Perzische Oorlog, waarin ze Xerxes hadden verslagen. Volgens Vitruvius (5,9,1) – die de bouw abusievelijk aan Themistocles toeschreef – werd het gebouw zelfs, na het opstellen van stenen zuilen, met scheepsmasten en ra’s uit de Perzische oorlogsbuit overdekt. Architectonisch was het gebouw zo een soort zegeteken ter herinnering van de overwinning van de Grieken op de Perzen. Het werd waarschijnlijk gebouwd in de jaren 450-440 v.Chr.
In de jaren 1914-1931 is het Odeion ten dele opgegraven, waarbij de noordkant werd blootgelegd en vijf zuilbases in de noordoosthoek. Uit deze opgravingen blijkt dat het gebouw een afmeting had van 62,40 x 68,60 m. en binnenin een woud aan zuilen in een opstelling van 9 x 9 of 9 x 10. Daarmee was het bijna een kopie van het de Zaal van de duizend zuilen van het paleis in de Perzische hoofdstad Persepolis, dat als model voor Xerxes’ paviljoen had gediend. Het is niet duidelijk of de oorspronkelijke zuilen van steen waren of van hout, en evenmin is duidelijk of het gebouw dichte muren met ingangen had of dat de zijkanten open waren.
In 86 v.Chr. brandde het gebouw af, ofwel nadat de Romeinse generaal Sulla het in brand had gestoken (aldus Pausanias 1,20,4), ofwel nadat de Athener Aristion het in brand had gestoken om het Sulla onmogelijk te maken het hout te gebruiken bij zijn belegering van de Akropolis (aldus Appianus, Mithridatische Oorlog 38). Enkele decennia later werd het gebouw in zijn oorspronkelijke vorm herbouwd in steen door Ariobarzanes II, koning van Cappadocië. Uit een inscriptie weten we dat hij de Romeinse architecten Menalippus en C. en M. Stallius daartoe opdracht gaf (Böckh, Corpus Inscriptionum I, 357 = IG II² 3426 (rr. 5-6), Vitruvius, V 9 § 1.). Er is nu echter vrijwel niets meer van het Odeion over.

## Functie
Plutarchus vertelt dat Perikles het Odeion liet bouwen om de muziekwedstrijden in onder te brengen die hij als nieuw onderdeel aan de Panathenaeën toevoegde. Deze wedstrijden bestonden uit zang, fluit- en citherspel. Maar het gebouw had ook veel andere functies. Het werd gebruikt voor de proagon, de introductie die toneelschrijvers gaven van hun voorstellingen enige dagen voordat ze die tijdens de Dionysia zouden opvoeren, het kon voor het publiek in het naastgelegen Dionysustheater dienen als schuilplaats in geval van regen, en de koren konden er zich voorbereiden voor een optreden in het Dionysustheater. Verder werd het weleens als gerechtsgebouw gebruikt en misschien gaven filosofen er onderwijs. In de periode van de Dertig tirannen in de jaren 404-403 werd het waarschijnlijk zelfs gebruikt om Spartaanse troepen in onder te brengen. En nadat de Dertig tirannen verdreven waren, diende het een tijd als onderkomen voor de Atheense cavalerie met paarden en al.